# Phthiracarus praeoccupatus
Phthiracarus praeoccupatus är en kvalsterart som beskrevs av Subías 2004. Phthiracarus praeoccupatus ingår i släktet Phthiracarus och familjen Phthiracaridae. Inga underarter finns listade i Catalogue of Life.